# Demografía de Vietnam

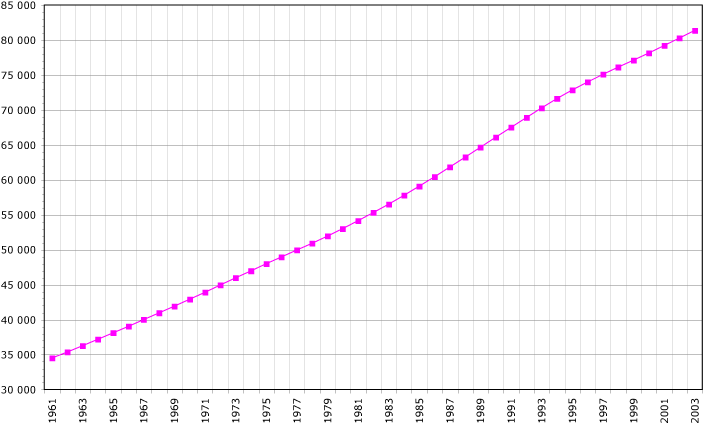
Gráfico de la demografía de Vietnam

La Demografía de Vietnam comprende todas aquellas características demográficas de la población de este país, incluyendo la densidad poblacional, grupos étnicos, nivel educacional, salud poblacional, situación económica, creencias religiosas y otros aspectos de la población.
Originaria de lo que hoy es el sur de China y el norte de Vietnam, los vietnamitas propendieron a moverse hacia el sur durante más de dos milenios para ocupar toda la costa oriental de la península de Indochina. Los vietnamitas étnicos, o Nam (conocido oficialmente como Kinh), viven en las tierras bajas y hablan el idioma homónimo; este grupo domina gran parte del paisaje cultural y político del país.
El censo del 1 de abril de 2009 indicó que la población de Vietnam ronda aproximadamente los 85,8 millones de habitantes, de los cuales el grupo Viet o etnia Kinh constituían casi 73,6 millones o 85,8% del total. La población ha crecido de manera significativa desde el censo de 1979, que mostraba una población reunificada total de 52,7 millones de habitantes.

## Religión
| Composición religiosa de Vietnam* | Composición religiosa de Vietnam* | Composición religiosa de Vietnam* | Composición religiosa de Vietnam* | Composición religiosa de Vietnam* |
| --------------------------------- | --------------------------------- | --------------------------------- | --------------------------------- | --------------------------------- |
| Religión                          | Religión                          |                                   | porcentaje                        | porcentaje                        |
| Budismo mahayana                  | Budismo mahayana                  |                                   | 80 %                              | 80 %                              |
| Cristianismo                      | Cristianismo                      |                                   | 8 %                               | 8 %                               |
| Budismo theravada                 | Budismo theravada                 |                                   | 2 %                               | 2 %                               |
| Budismo theravada                 | Budismo theravada                 |                                   | 6 %                               | 6 %                               |
| * Porcentajes estimados           |                                   |                                   |                                   |                                   |

De acuerdo al censo del 2019, el número de seguidores de las diferentes religiones se distribuyen de la siguiente manera:
- 86.32 % Religión tradicional vietnamita o no religiosos
- 6.1 % Catolicismo
- 4.79 % Budismo (principalmente Mahayana)
- 1.02 % Hoahaoismo
- 1 % Protestantismo
- <1 % Caodaismo
- 0.77 Otros

Vale la pena señalar aquí que los datos están muy sesgados, ya que una gran mayoría de los vietnamitas pueden declararse ateos pero practican formas de religión popular tradicional o budismo mahayana.
Según otras fuentes, el budismo mahayana es practicado por el 80 % de la población, aunque no muchos son budistas observantes, además hay un 2 % de adherentes del budismo theravada mayormente de la minoría jemer y un 2 % que sigue la secta budista heterodoxa Hoa Hao fundada recientemente. Además del budismo, el confucianismo y el taoísmo chinos han tenido una fuerte influencia y arraigo en el país pero generalmente se les sigue conjuntamente con el budismo. El gobierno vietnamita permite la práctica del budismo pero mantiene un férreo control sobre las organizaciones budistas. 
El 8 % de la población siguen el cristianismo, de ellos unos seis millones son católicos y alrededor de un millón protestantes. El catolicismo se introdujo en el siglo XVI y se popularizó bajo el dominio colonial francés, mientras que el protestantismo ingresó posteriormente. Los católicos vietnamitas son vistos con recelo por el gobierno comunista y Vietnam no tiene relaciones con la Santa Sede, por lo que la Iglesia católica en Vietnam está bajo supervisión del Estado.
El islam es practicado principalmente por la minoría étnica cham, también hay una minoría de seguidores del hinduismo entre los Cham. Además hay minorías de judíos, bahaíes, animistas y religiones autóctonas como el culto pagano Đạo Mẫu que rinde adoración a la Diosa Madre y el Caodaísmo, una religión sincrética.

## Etnias
El Gobierno de Vietnam reconoce 54 grupos étnicos, de los cuales el Nam (Kinh) es la predominante con aproximadamente el 87% de la población del país, siendo los principales habitantes de las ciudades y de las tierras llanas; las minorías étnicas en tanto, viven en las zonas montañosas (las menos fértiles). El idioma oficial es el vietnamita, pero también son comunes el chino, el francés (las generaciones jóvenes están recuperando el uso del idioma en el país), el inglés (que se encuentra en expansión) y numerosas lenguas de las tribus de las montañas. 
Aproximadamente 1 000 000 de habitantes es de origen étnico chino, constituyendo uno de los grupos minoritarios más grandes de Vietnam. Ampliamente importantes en la economía vietnamita, la ascendencia china ha sido un grupo activo en el comercio de arroz, molineras, bienes raíces y la banca en el sur, además de la estiba y minería en el norte. 
| Población de Vietnam de acuerdo a sus grupos étnicos (1989-2009) | Población de Vietnam de acuerdo a sus grupos étnicos (1989-2009) | Población de Vietnam de acuerdo a sus grupos étnicos (1989-2009) | Población de Vietnam de acuerdo a sus grupos étnicos (1989-2009) | Población de Vietnam de acuerdo a sus grupos étnicos (1989-2009) | Población de Vietnam de acuerdo a sus grupos étnicos (1989-2009) | Población de Vietnam de acuerdo a sus grupos étnicos (1989-2009) | Población de Vietnam de acuerdo a sus grupos étnicos (1989-2009) |
| Grupo étnico                                                     | Familia idiomática                                               | Censo de 1989                                                    | Censo de 1989                                                    | Censo de 1999                                                    | Censo de 1999                                                    | Censo de 2009                                                    | Censo de 2009                                                    |
| Grupo étnico                                                     | Familia idiomática                                               | Número                                                           | %                                                                | Número                                                           | %                                                                | Número                                                           | %                                                                |
| ---------------------------------------------------------------- | ---------------------------------------------------------------- | ---------------------------------------------------------------- | ---------------------------------------------------------------- | ---------------------------------------------------------------- | ---------------------------------------------------------------- | ---------------------------------------------------------------- | ---------------------------------------------------------------- |
| Kinh                                                             | Vietic                                                           | 56 101 583                                                       | 87,1                                                             | 65 795 748                                                       | 86,2                                                             | 73 594 427                                                       | 85,7                                                             |
| Tày                                                              | Tai-Kadai                                                        | 1 145 235                                                        | 1,8                                                              | 1 477 514                                                        | 1,9                                                              | 1 626 392                                                        | 1,9                                                              |
| Thai                                                             | Tai-Kadai                                                        | 992 809                                                          | 1,5                                                              | 1 328 725                                                        | 1,7                                                              | 1 550 423                                                        | 1,8                                                              |
| Mường                                                            | Vietic                                                           | 874 195                                                          | 1,4                                                              | 1 137 515                                                        | 1,5                                                              | 1 268 963                                                        | 1,5                                                              |
| Jemer                                                            | Mon-jemer                                                        | 872 382                                                          | 1,4                                                              | 1 055 174                                                        | 1,4                                                              | 1 260 640                                                        | 1,5                                                              |
| Mong                                                             | Hmong-Dao                                                        |                                                                  |                                                                  | 787 604                                                          | 1,0                                                              | 1 068 189                                                        | 1,2                                                              |
| Nùng                                                             | Tai-Kadai                                                        | 696 305                                                          | 1,1                                                              | 856 412                                                          | 1,1                                                              | 968 800                                                          | 1,1                                                              |
| Hoa                                                              | Chino                                                            | 961 702                                                          | 1,5                                                              | 862 371                                                          | 1,1                                                              | 823 071                                                          | 1,0                                                              |
| Dao                                                              | Hmong-Dao                                                        |                                                                  |                                                                  | 620 538                                                          | 0,81                                                             | 751 067                                                          | 0,87                                                             |
| Gia Rai                                                          | Malayo-polinésico                                                |                                                                  |                                                                  | 317 557                                                          | 0,42                                                             | 411 275                                                          | 0,48                                                             |
| Ê Đê                                                             | Malayo-polinésico                                                |                                                                  |                                                                  | 270 348                                                          | 0,35                                                             | 331 194                                                          | 0,39                                                             |
| Ba Na                                                            | Mon-jemer                                                        |                                                                  |                                                                  | 174 456                                                          | 0,23                                                             | 227 716                                                          | 0,27                                                             |
| Xơ Đăng                                                          | Mon-jemer                                                        |                                                                  |                                                                  | 127 148                                                          | 0,17                                                             | 169 501                                                          | 0,20                                                             |
| San Chay                                                         | Tai-Kadai                                                        |                                                                  |                                                                  | 147 315                                                          | 0,19                                                             | 169 410                                                          | 0,20                                                             |
| Cờ Ho                                                            | Mon-jemer                                                        |                                                                  |                                                                  | 128 723                                                          | 0,17                                                             | 166 112                                                          | 0,19                                                             |
| Chăm                                                             | Malayo-polinésico                                                |                                                                  |                                                                  | 132 873                                                          | 0,17                                                             | 161 729                                                          | 0,19                                                             |
| San Dìu                                                          | Chino                                                            |                                                                  |                                                                  | 126 237                                                          | 0,17                                                             | 146 821                                                          | 0,17                                                             |
| Ra Glai                                                          | Malayo-polinésico                                                |                                                                  |                                                                  | 96 931                                                           | 0,13                                                             | 122 245                                                          | 0,14                                                             |
| M'Nông                                                           | Mon-jemer                                                        |                                                                  |                                                                  | 92 451                                                           | 0,12                                                             | 102 741                                                          | 0,12                                                             |
| Xtiêng                                                           | Mon-jemer                                                        |                                                                  |                                                                  | 66 788                                                           | 0,09                                                             | 85 436                                                           | 0,10                                                             |
| Bru-Vân Kiều                                                     | Mon-jemer                                                        |                                                                  |                                                                  | 55 559                                                           | 0,07                                                             | 74 506                                                           | 0,09                                                             |
| Thổ                                                              | Vietic                                                           |                                                                  |                                                                  | 68 394                                                           | 0,09                                                             | 74 458                                                           | 0,09                                                             |
| Khơ Mú                                                           | Mon-jemer                                                        |                                                                  |                                                                  | 56 542                                                           | 0,07                                                             | 72 929                                                           | 0,08                                                             |
| Hrê                                                              | Mon-jemer                                                        |                                                                  |                                                                  | 113 111                                                          | 0,15                                                             | 63 012                                                           | 0,07                                                             |
| Cơ Tu                                                            | Mon-jemer                                                        |                                                                  |                                                                  | 50 458                                                           | 0,07                                                             | 61 588                                                           | 0,07                                                             |
| Giáy                                                             | Tai-Kadai                                                        |                                                                  |                                                                  | 49 098                                                           | 0,06                                                             | 58 617                                                           | 0,07                                                             |
| Giẻ Triêng                                                       | Mon-jemer                                                        |                                                                  |                                                                  | 30 243                                                           | 0,04                                                             | 50 962                                                           | 0,06                                                             |
| Tà Ôi                                                            | Mon-jemer                                                        |                                                                  |                                                                  | 34 960                                                           | 0,05                                                             | 43 886                                                           | 0,05                                                             |
| Mạ                                                               | Mon-jemer                                                        |                                                                  |                                                                  | 33 338                                                           | 0,04                                                             | 41 405                                                           | 0,05                                                             |
| Co                                                               | Mon-jemer                                                        |                                                                  |                                                                  | 27 766                                                           | 0,04                                                             | 33 817                                                           | 0,04                                                             |
| Chơ Ro                                                           | Mon-jemer                                                        |                                                                  |                                                                  | 22 567                                                           | 0,03                                                             | 26 855                                                           | 0,03                                                             |
| Xinh Mun                                                         | Mon-jemer                                                        |                                                                  |                                                                  | 18 018                                                           | 0,02                                                             | 23 278                                                           | 0,03                                                             |
| Chu Ru                                                           | Malayo-polinésico                                                |                                                                  |                                                                  | 14 978                                                           | 0,02                                                             | 19 314                                                           | 0,02                                                             |
| Lao                                                              | Tai-Kadai                                                        |                                                                  |                                                                  | 11 611                                                           | 0,02                                                             | 14 928                                                           | 0,02                                                             |
| Kháng                                                            | Mon-jemer                                                        |                                                                  |                                                                  | 10 272                                                           | 0,01                                                             | 13 840                                                           | 0,02                                                             |
| La Chí                                                           | Tai-Kadai                                                        |                                                                  |                                                                  | 10 765                                                           | 0,01                                                             | 13 158                                                           | 0,02                                                             |
| Hà Nhì                                                           | Tibetano-birmanas                                                |                                                                  |                                                                  | 17 535                                                           | 0,02                                                             | 10 923                                                           | 0,01                                                             |
| La Hủ                                                            | Tibetano-birmanas                                                |                                                                  |                                                                  | 6874                                                             | 0,01                                                             | 9651                                                             | 0,01                                                             |
| La Ha                                                            | Tai-Kadai                                                        |                                                                  |                                                                  | 5686                                                             | 0,01                                                             | 8177                                                             | 0,01                                                             |
| Pà Thẻn                                                          | Hmong-Dao                                                        |                                                                  |                                                                  | 5569                                                             | 0,01                                                             | 6811                                                             | 0,01                                                             |
| Chứt                                                             | Vietic                                                           |                                                                  |                                                                  | 3829                                                             | 0,01                                                             | 6022                                                             | 0,01                                                             |
| Lu                                                               | Tai-Kadai                                                        |                                                                  |                                                                  | 4964                                                             | 0,01                                                             | 5601                                                             | 0,01                                                             |
| Phù Lá                                                           | Tibetano-birmanas                                                |                                                                  |                                                                  | 9046                                                             | 0,01                                                             | 5535                                                             | 0,01                                                             |
| Mảng                                                             | Mon-jemer                                                        |                                                                  |                                                                  | 2663                                                             | 0,00                                                             | 3700                                                             | 0,00                                                             |
| Cờ Lao                                                           | Tai-Kadai                                                        |                                                                  |                                                                  | 1865                                                             | 0,00                                                             | 2636                                                             | 0,00                                                             |
| Bố Y                                                             | Tai-Kadai                                                        |                                                                  |                                                                  | 1864                                                             | 0,00                                                             | 2273                                                             | 0,00                                                             |
| Lô Lô                                                            | Tibetano-birmanas                                                |                                                                  |                                                                  | 3307                                                             | 0,00                                                             | 2218                                                             | 0,00                                                             |
| Cống                                                             | Tibetano-birmanas                                                |                                                                  |                                                                  | 1676                                                             | 0,00                                                             | 2029                                                             | 0,00                                                             |
| Ngái                                                             | Chino                                                            |                                                                  |                                                                  | 4841                                                             | 0,01                                                             | 1035                                                             | 0,00                                                             |
| Si La                                                            | Tibetano-birmanas                                                |                                                                  |                                                                  | 840                                                              | 0,00                                                             | 709                                                              | 0,00                                                             |
| Pu Péo                                                           | Tai-Kadai                                                        |                                                                  |                                                                  | 705                                                              | 0,00                                                             | 687                                                              | 0,00                                                             |
| Rơ Măm                                                           | Mon-jemer                                                        |                                                                  |                                                                  | 352                                                              | 0,00                                                             | 436                                                              | 0,00                                                             |
| Brâu                                                             | Mon-jemer                                                        |                                                                  |                                                                  | 313                                                              | 0,00                                                             | 397                                                              | 0,00                                                             |
| Ơ Đu                                                             | Mon-jemer                                                        |                                                                  |                                                                  | 301                                                              | 0,00                                                             | 376                                                              | 0,00                                                             |
| Extranjeros                                                      | Extranjeros                                                      |                                                                  |                                                                  | 39 532                                                           | 0,05                                                             | 2134                                                             | 0,00                                                             |
| Otros                                                            | Otros                                                            | 2 767 512                                                        | 4,3                                                              | 1333                                                             | 0,0                                                              | 82 942                                                           | 0,0                                                              |
| Total                                                            | Total                                                            | 64 411 713                                                       | 64 411 713                                                       | 76 323 173                                                       | 76 323 173                                                       | 85 846 997                                                       | 85 846 997                                                       |

## Estadísticas vitales

### Estimaciones de nacimientos y fallecimientos por Naciones Unidas
| Período | Nacidos vivos por año | Defunciones por año | Cambio natural por año | TBN1 | TBM1 | CN1  | TF1  | TMI1  |
| --- | --------------------- | ------------------- | ---------------------- | ---- | ---- | ---- | ---- | ----- |
| 1950-1955 | 1 335 000             | 722 000             | 613 000                | 44.8 | 24.2 | 20.6 | 6.20 | 157.9 |
| 1955-1960 | 1 533 000             | 764 000             | 769 000                | 46.1 | 23.0 | 23.1 | 6.76 | 143.7 |
| 1960-1965 | 1 732 000             | 790 000             | 942 000                | 46.2 | 21.0 | 25.2 | 7.33 | 130.3 |
| 1965-1970 | 1 798 000             | 790 000             | 1 009 000              | 42.4 | 18.6 | 23.8 | 7.38 | 117.8 |
| 1970-1975 | 1 853 000             | 859 000             | 994 000                | 39.1 | 18.1 | 21.0 | 7.15 | 118.4 |
| 1975-1980 | 1 797 000             | 760 000             | 1 036 000              | 34.6 | 14.6 | 20.0 | 5.89 | 97.6  |
| 1980-1985 | 1 952 000             | 630 000             | 1 322 000              | 34.1 | 11.0 | 23.1 | 4.93 | 70.0  |
| 1985-1990 | 2 000 000             | 574 000             | 1 425 000              | 31.4 | 9.0  | 22.4 | 3.96 | 54.8  |
| 1990-1995 | 1 929 000             | 484 000             | 1 444 000              | 27.3 | 6.9  | 20.4 | 3.23 | 37.9  |
| 1995-2000 | 1 448 000             | 441 000             | 1 007 000              | 19.0 | 5.8  | 13.2 | 2.18 | 29.2  |
| 2000-2005 | 1 392 000             | 425 000             | 967 000                | 17.2 | 5.3  | 11.9 | 1.93 | 23.1  |
| 2005-2010 | 1 472 000             | 448 000             | 1 024 000              | 17.2 | 5.2  | 12.0 | 1.89 | 20.4  |
| 1 TBN = Tasa bruta de natalidad (por 1000); TBM = Tasa bruta de mortalidad (por 1000); CN = Cambio natural (por 1000); TF = Tasa de fertilidad (número de niños/as por mujer); TMI = Tasa de mortalidad infantil por 1000 nacimientos |                       |                     |                        |      |      |      |      |       |

### Nacimientos, mortalidad y tasas de fertilidad
La tasa de natalidad ha sido fuertemente influenciada por la política de planificación familiar estatal.
|      | Población  | Nacidos vivos | Muertes | Cambio natural | Tasa cruda de natalidad (por 1000) | Tasa cruda de mortalidad (por 1000) | Cambio natural (por 1000) | Tasa de fertilidad total (hijos por mujer) |
| ---- | ---------- | ------------- | ------- | -------------- | ---------------------------------- | ----------------------------------- | ------------------------- | ------------------------------------------ |
| 2001 | 78,620,500 |               |         |                | 18.6                               | 5.1                                 | 13.5                      | 2.25                                       |
| 2002 | 79,537,700 |               |         |                | 19.0                               | 5.8                                 | 13.2                      | 2.28                                       |
| 2003 | 80,467,400 |               |         |                | 17.5                               | 5.8                                 | 11.7                      | 2.12                                       |
| 2004 | 81,436,400 |               |         |                | 19.2                               | 5.4                                 | 13.8                      | 2.23                                       |
| 2005 | 82,392,100 |               |         |                | 18.6                               | 5.3                                 | 13.3                      | 2.11                                       |
| 2006 | 83,311,200 |               |         |                | 17.4                               | 5.3                                 | 12.1                      | 2.09                                       |
| 2007 | 84,218,500 |               |         |                | 16.9                               | 5.3                                 | 11.6                      | 2.07                                       |
| 2008 | 85,118,700 |               |         |                | 16.7                               | 5.3                                 | 11.4                      | 2.08                                       |
| 2009 | 86,025,000 |               |         |                | 17.6                               | 6.8                                 | 10.8                      | 2.03                                       |
| 2010 | 86,932,500 | 1,486,000     | 590,900 | 895,000        | 17.1                               | 6.8                                 | 10.3                      | 2.00                                       |
| 2011 | 87,840,000 | 1,443,000     | 599,800 | 843,200        | 16.6                               | 6.9                                 | 9.7                       | 1.99                                       |
| 2012 | 88,772,900 | 1,484,500     | 621,400 | 863,100        | 16.9                               | 7.0                                 | 9.9                       | 2.05                                       |
| 2013 | 89,759,500 | 1,513,500     | 621,400 | 892,100        | 17.0                               | 7.1                                 | 9.9                       | 2.10                                       |
| 2014 | 90,728,900 | 1,525,900     | 619,300 | 906,600        | 17.2                               | 6.9                                 | 10.3                      | 2.09                                       |
| 2015 | 91,709,800 | 1,485,000     | 623,600 | 861,400        | 16.2                               | 6.8                                 | 9.4                       | 2.10                                       |
| 2016 | 92,695,100 | 1,483,100     | 630,300 | 852,700        | 16.0                               | 6.8                                 | 9.2                       | 2.09                                       |
| 2017 | 93,677,600 | 1,377,000     | 637,000 | 740,000        | 14.7                               | 6.8                                 | 7.9                       | 2.04                                       |
| 2018 | 94,670,000 | 1,382,100     | 643,700 | 738,000        | 14.6                               | 6.8                                 | 7.8                       | 2.05                                       |
| 2019 | 96,480,000 | 1,572,600     | 607,800 | 964,800        | 16.3                               | 6.3                                 | 10.0                      | 2.09                                       |
| 2020 | 97,582,700 | 1,589,000     | 594,000 | 994,500        | 16.3                               | 6.1                                 | 10.2                      | 2.12                                       |